# İslam Abbasov
İslam Abbasov (24 de marzo de 1996) es un deportista azerbaiyano que compite en lucha grecorromana.
Ganó cuatro medallas en el Campeonato Europeo de Lucha entre los años 2019 y 2025. En los Juegos Europeos de Minsk 2019 obtuvo una medalla de plata en la categoría de 87 kg.

## Palmarés internacional
| Juegos Europeos    | Juegos Europeos         | Juegos Europeos   | Juegos Europeos |
| Año                | Lugar                   | Medalla           | Categoría       |
| ------------------ | ----------------------- | ----------------- | --------------- |
| 2019               | Minsk (Bielorrusia)     | Medalla de plata  | 87 kg           |
| Campeonato Europeo |                         |                   |                 |
| Año                | Lugar                   | Medalla           | Categoría       |
| 2019               | Bucarest (Rumania)      | Medalla de plata  | 87 kg           |
| 2020               | Roma (Italia)           | Medalla de bronce | 87 kg           |
| 2022               | Budapest (Hungría)      | Medalla de bronce | 87 kg           |
| 2025               | Bratislava (Eslovaquia) | Medalla de bronce | 87 kg           |